# Hermann Stessl
Hermann Stessl (Graz, 1940. szeptember 3. –) osztrák labdarúgó, középpályás, edző.

## Pályafutása

### Játékosként
1952-ben a Grazer AK korosztályos csapatában kezdte a labdarúgást, ahol 1957-ben mutatkozott be az első csapatban. A Grazer AK együttesével két alkalommal volt osztrákkupa-döntős (1962, 1968). 1969–70-ben az FC Dornbirn játékosaként vonult vissza az aktív labdarúgástól.

### Edzőként
1969–70-ben az alacsonyabb osztályú SV Leibnitz, 1970 és 1972 között az SV Wolfsberg játékosedzőjeként kezdte edzői pályafutását. 1974–75-ben az SV Kapfenberg, 1975 és 1977 között a Grazer AK, 1977 és 1979 között az Austria Wien vezetőedzője volt.
1979 és 1984 között külföldön dolgozott. 1979–80-ban a görög bajnok AÉK csapatához szerződött, ahol a következő idényben a negyedik helyen végzett a csapattal és így nem sikerült európai kupában indulni az együttessel. 1980 és 1982 között a portugál FC Porto, 1982–83-ban a Boavista, 1983–84-ben a Vitória szakmai munkáját irányította. 1984-ben hazatért és egy-egy idényig a Sturm Graz, majd az Austria Wien csapatánál tevékenykedett.
1986–87-ben a svájci FC Zürich, 1988-ban a spanyol Racing Santander vezetőedzője volt. Ezt követően már csak Ausztriában vállalt munkát. 1989 -ben az SC Eisenstadt, 1992-ben a Kremser SC, 1992–93-ban ismét az Austria Wien, 1995–96-ban a Casino Salzburg szakmai munkáját irányította.
Legnagyobb sikereit az Austria csapatával érte el. Négy osztrák bajnoki címet és egy kupagyőzelmet ért el az együttessel. Az 1977–78-as idényben KEK-döntős, az 1978–79-es idényben BEK-elődöntős volt a csapattal.
1997 óta a Hermann Stessl Labdarúgóiskolát (Hermann Stessl Fußballschule) vezeti, ahol nyári focitáborokat szervez 7 és 14 év közötti gyerekeknek.

## Sikerei, díjai

### Játékosként
Grazer AK
- Osztrák kupa (ÖFB-Cup)
  - döntős (2): 1962, 1968

### Edzőként
Austria Wien
- Osztrák bajnokság (Österreichische Fußball-Bundesliga)
  - bajnok (4): 1977–78, 1978–79, 1985–86, 1992–93
- Osztrák kupa (ÖFB-Cup)
  - győztes: 1986
- Osztrák szuperkupa (ÖFB-Supercup)
  - győztes: 1993
- Bajnokcsapatok Európa-kupája
  - elődöntős: 1978–79
- Kupagyőztesek Európa-kupája
  - döntős: 1977–78

 FC Porto
- Portugál bajnokság
  - 2.: 1980–81
  - 3.: 1981–82
- Portugál kupa (Taça de Portugal)
  - döntős: 1981
- Portugál szuperkupa (Supertaça Cândido de Oliveira)
  - győztes: 1982